# Pilaster
Pilaster – element architektoniczny w formie płaskiego filara, nieznacznie występującego przed lico ściany. Pełni on funkcje zarówno konstrukcyjną, jak i dekoracyjną (rozczłonkowuje ścianę). Może stanowić część obramienia otworów okiennych, drzwiowych lub bramnych. W starożytności pilastry występowały dużo rzadziej niż półkolumny i używane były głównie w architekturze rzymskiej.
Podobnie jak kolumna składa się z głowicy (najczęściej w którymś z klasycznych porządków), gładkiego lub kanelowanego trzonu oraz czasami z bazy i cokołu.
Stosowano również pilastry zwielokrotnione, ułożone w tzw. wiązkę – tworzyły ją nałożone na siebie, coraz węższe pilastry.

## Galeria

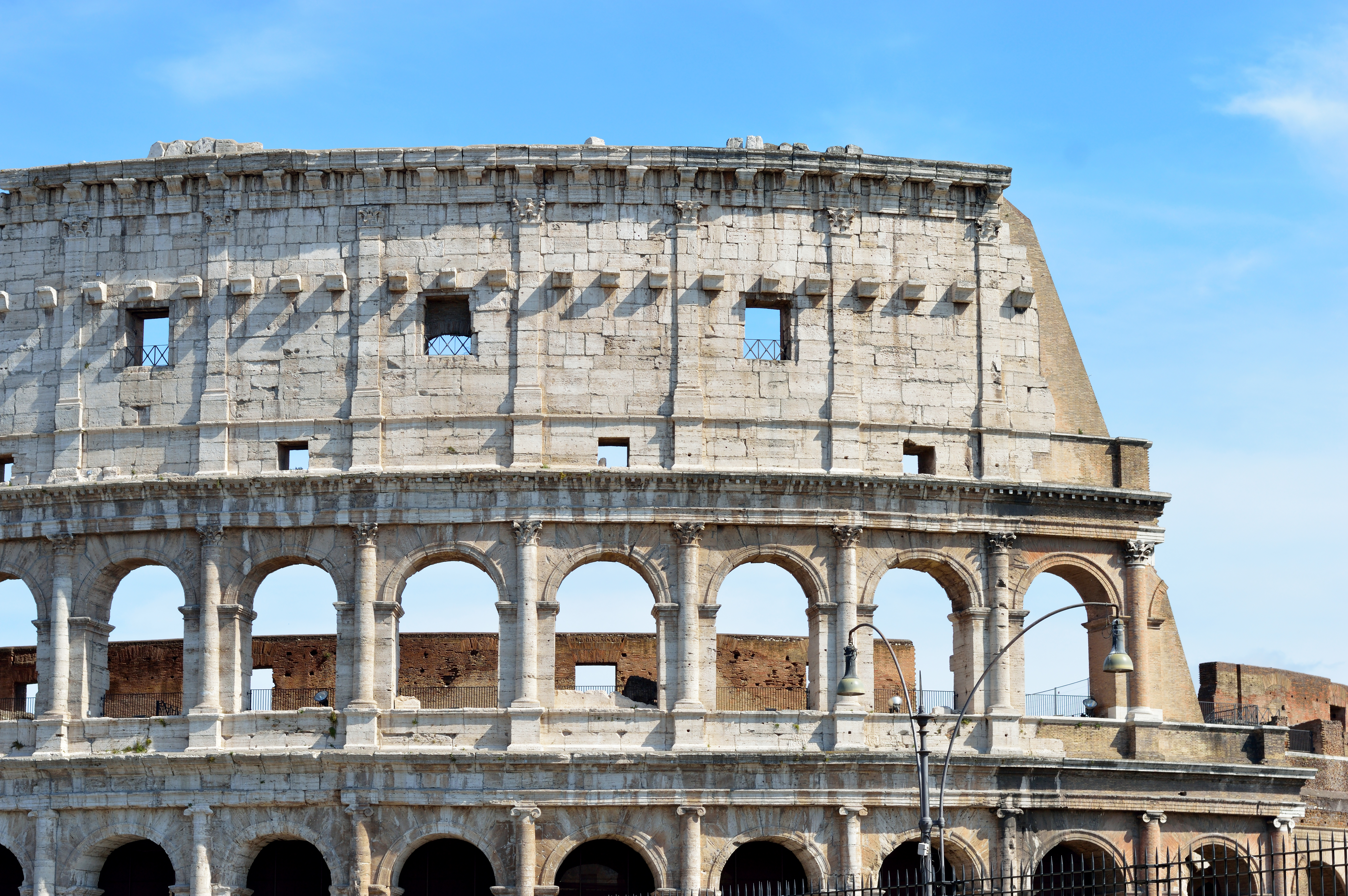
Najwyższa kondygnacja Koloseum w Rzymie, pilastry o kapitelach korynckich
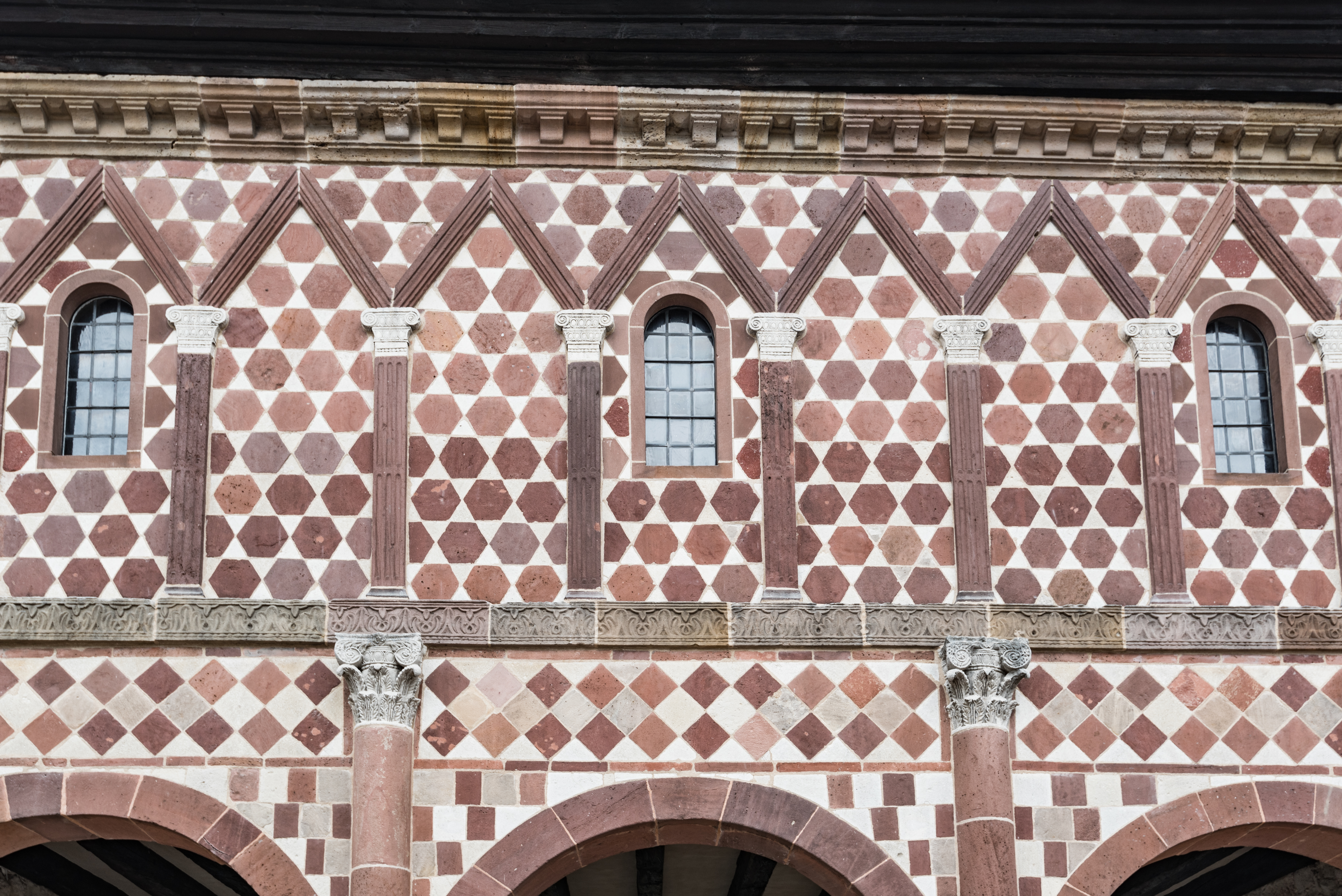
Pilastry w architekturze karolińskiej – hala w Lorsch
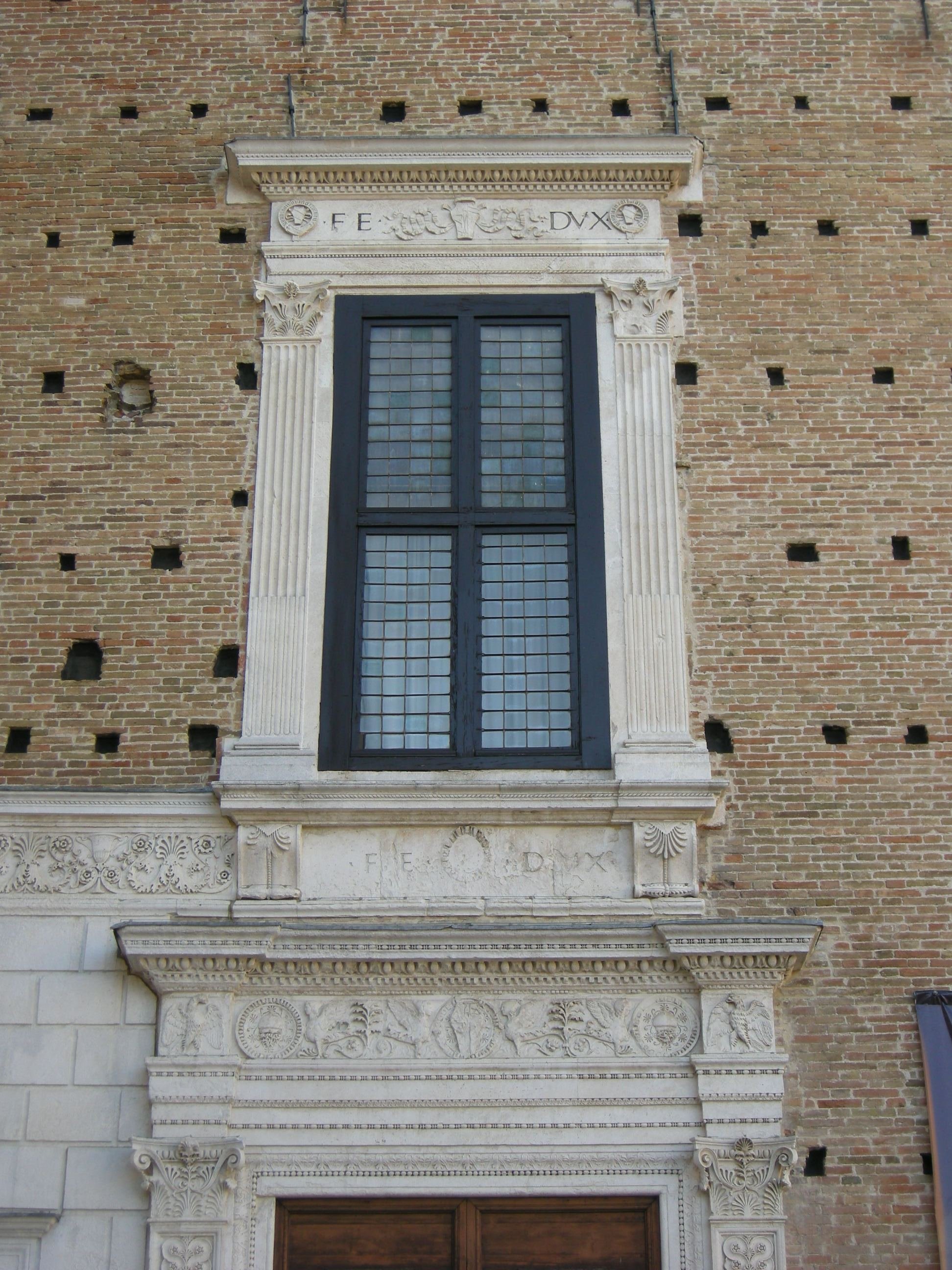
Pilastry jako element obramienia okna – pałac książęcy w Urbino, poł. XV w.
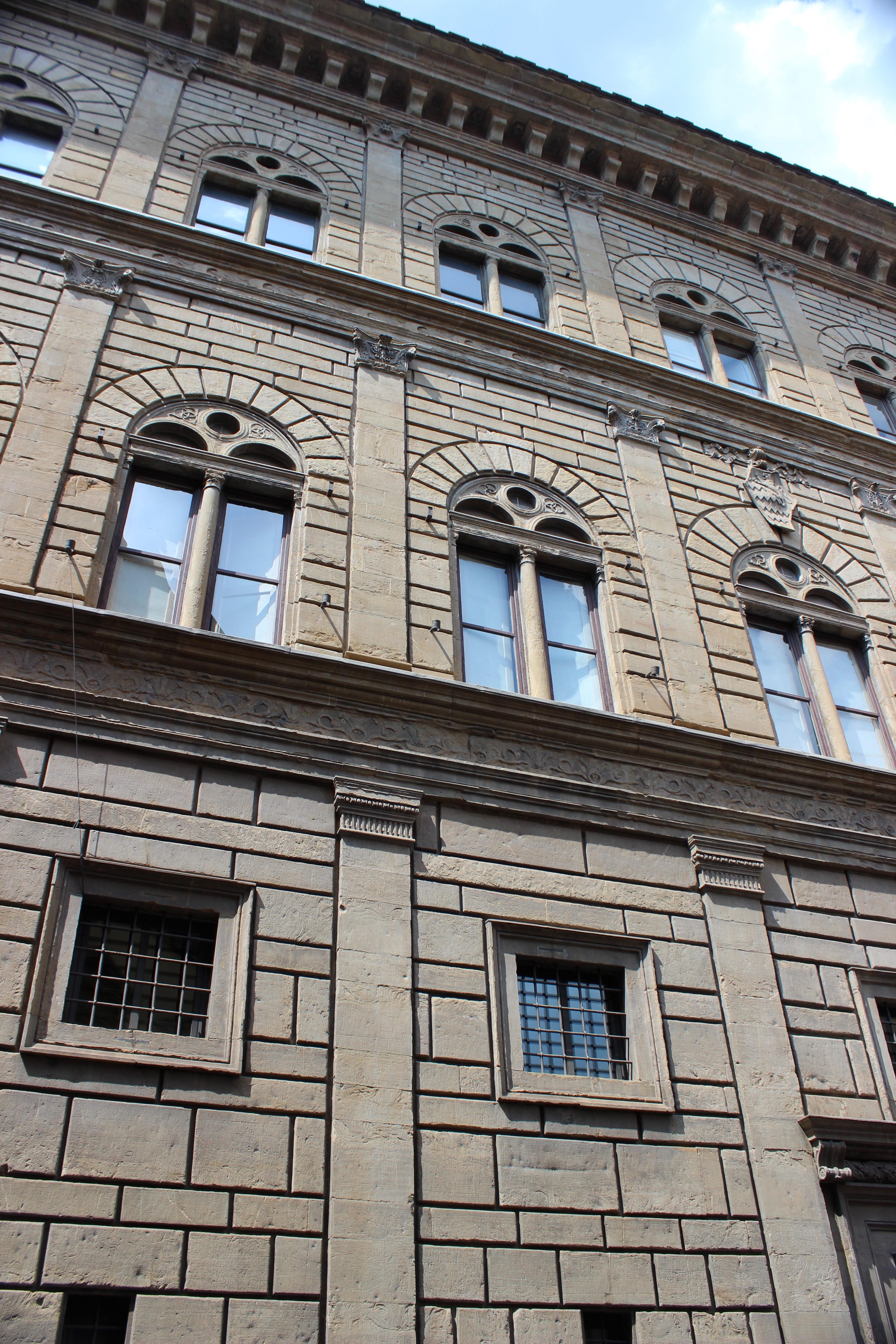
Palazzo Rucellai we Florencji, 1446–1457, proj. Leone Battista Alberti
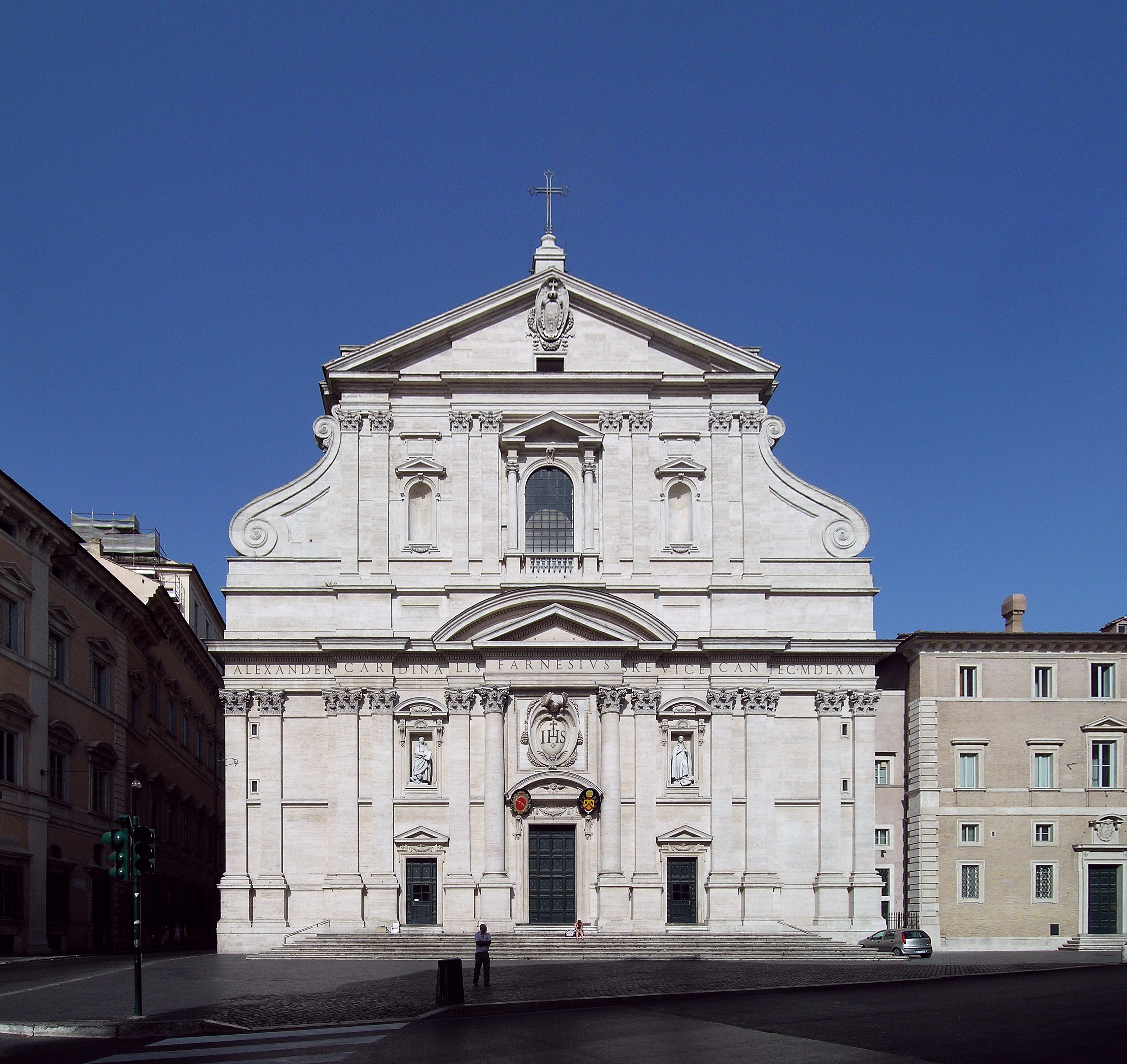
Fasada kościoła Il Gesù w Rzymie, 1568–1584, Giacomo della Porta
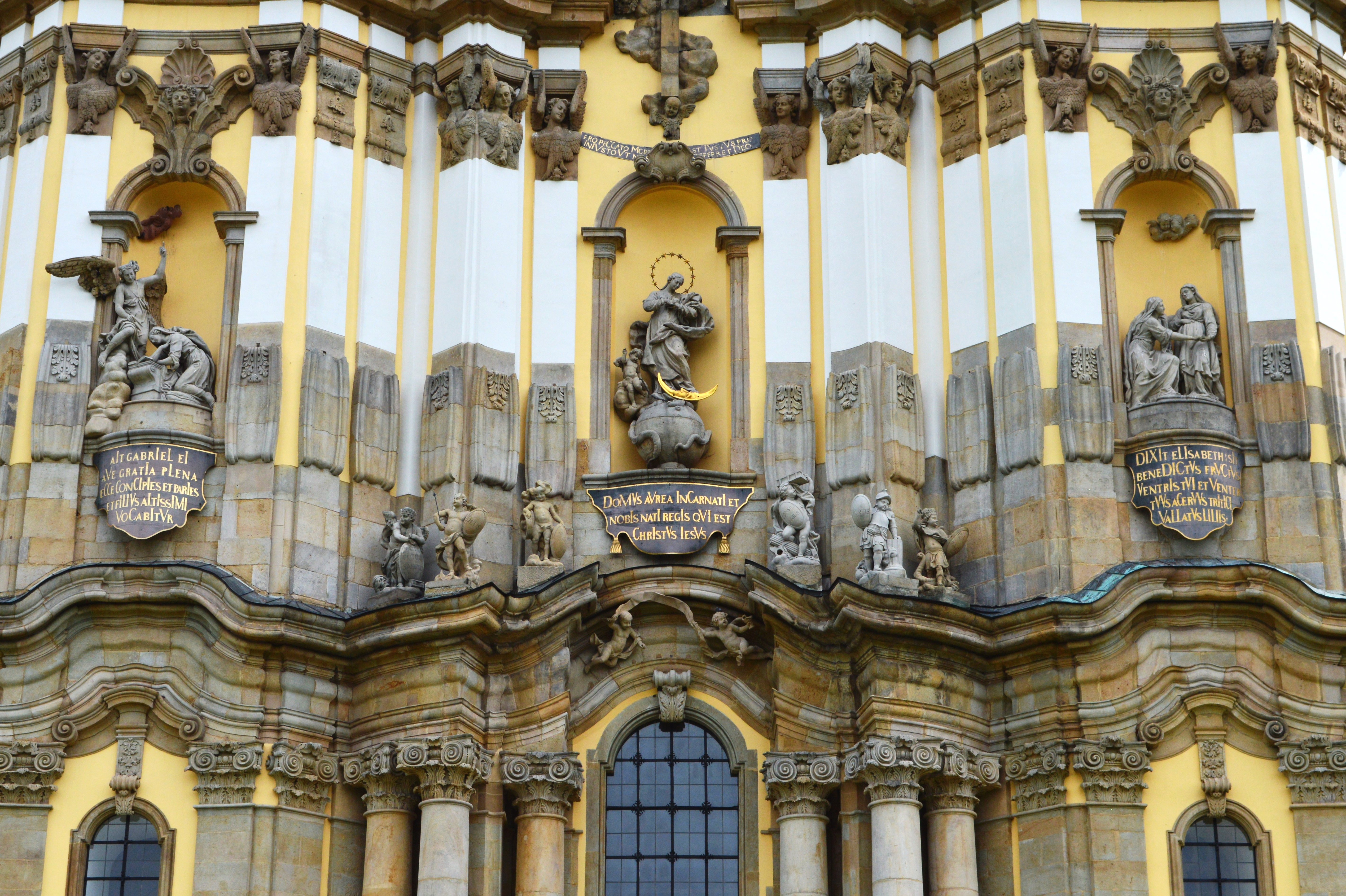
Fragment fasady bazyliki w Krzeszowie, lata 1728–1735
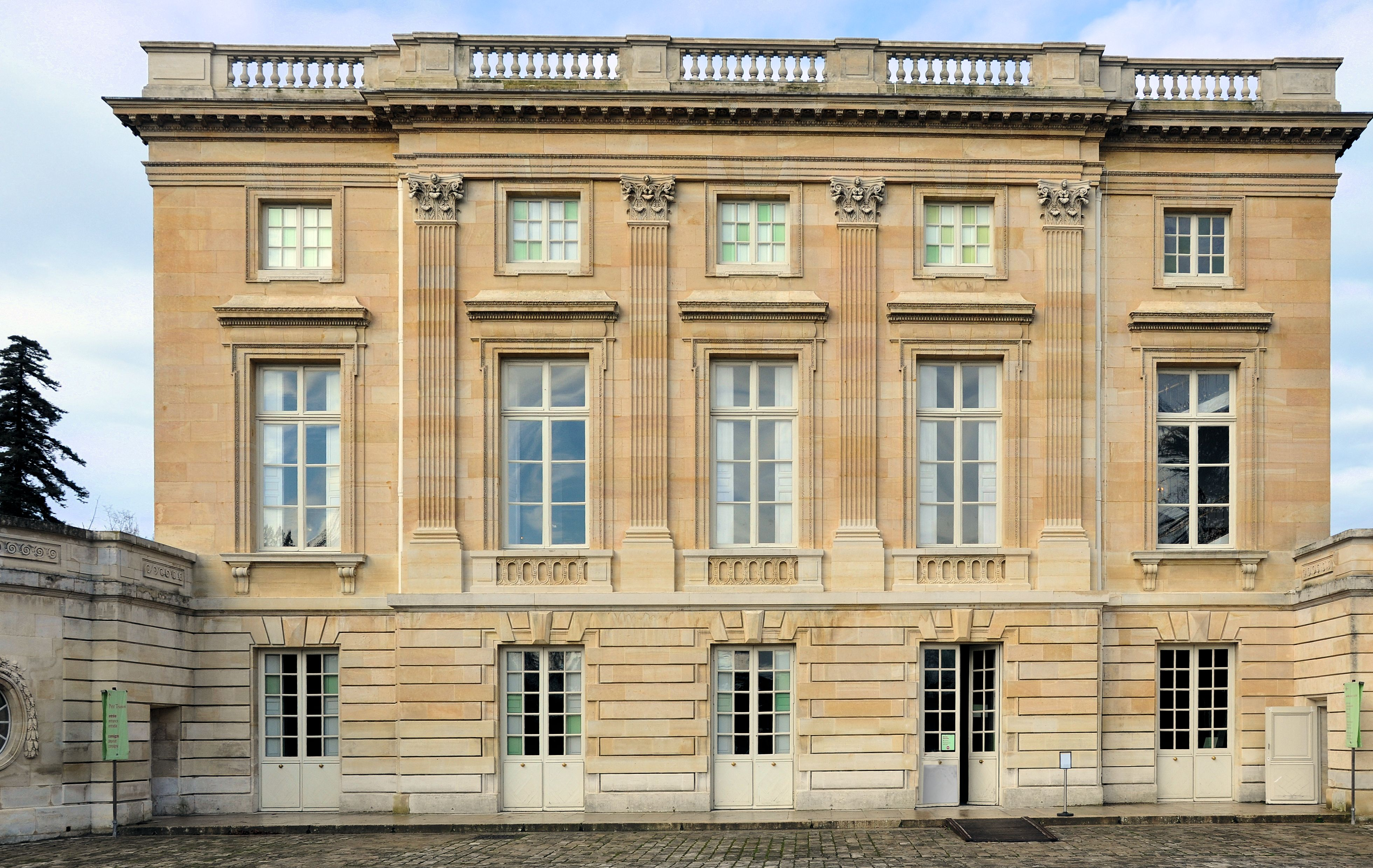
Pałacyk Petit Trianon w Wersalu, wykorzystanie pilastrów w klasycyzmie
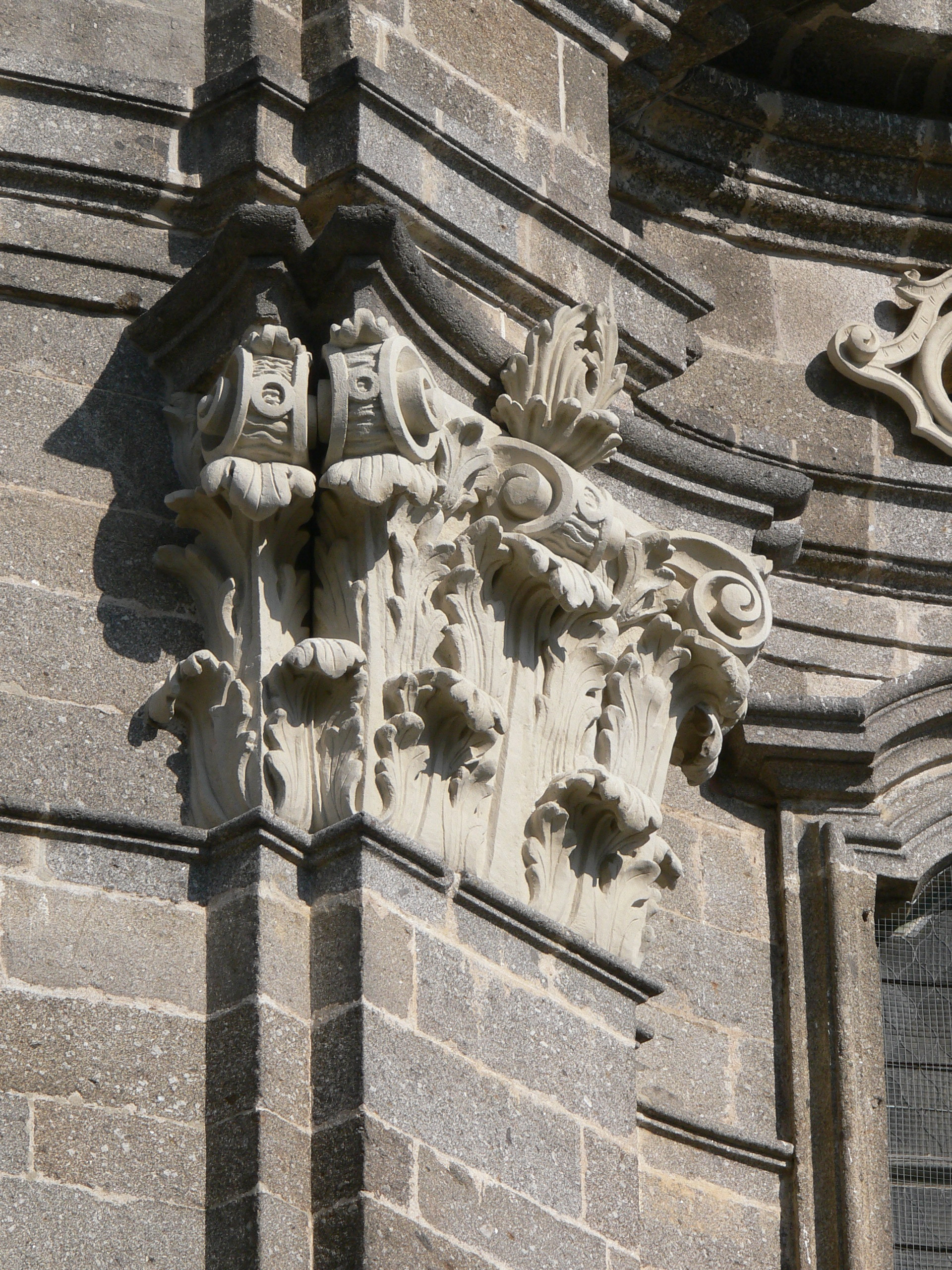
Kapitel pilastra – fasada kościoła klasztornego w Zwettl